# 9083 Ramboehm
9083 Ramboehm eller 1994 WC4 är en asteroid i huvudbältet som upptäcktes den 28 november 1994 av de båda amerikanska astronomerna Carolyn S. Shoemaker och David H. Levy vid Palomar-observatoriet. Den är uppkallad efter Jeff Ramos och Art Boehm, vänner till upptäckarna.
Asteroiden har en diameter på ungefär 9 kilometer och den tillhör asteroidgruppen Maria.